# Vista de Delft

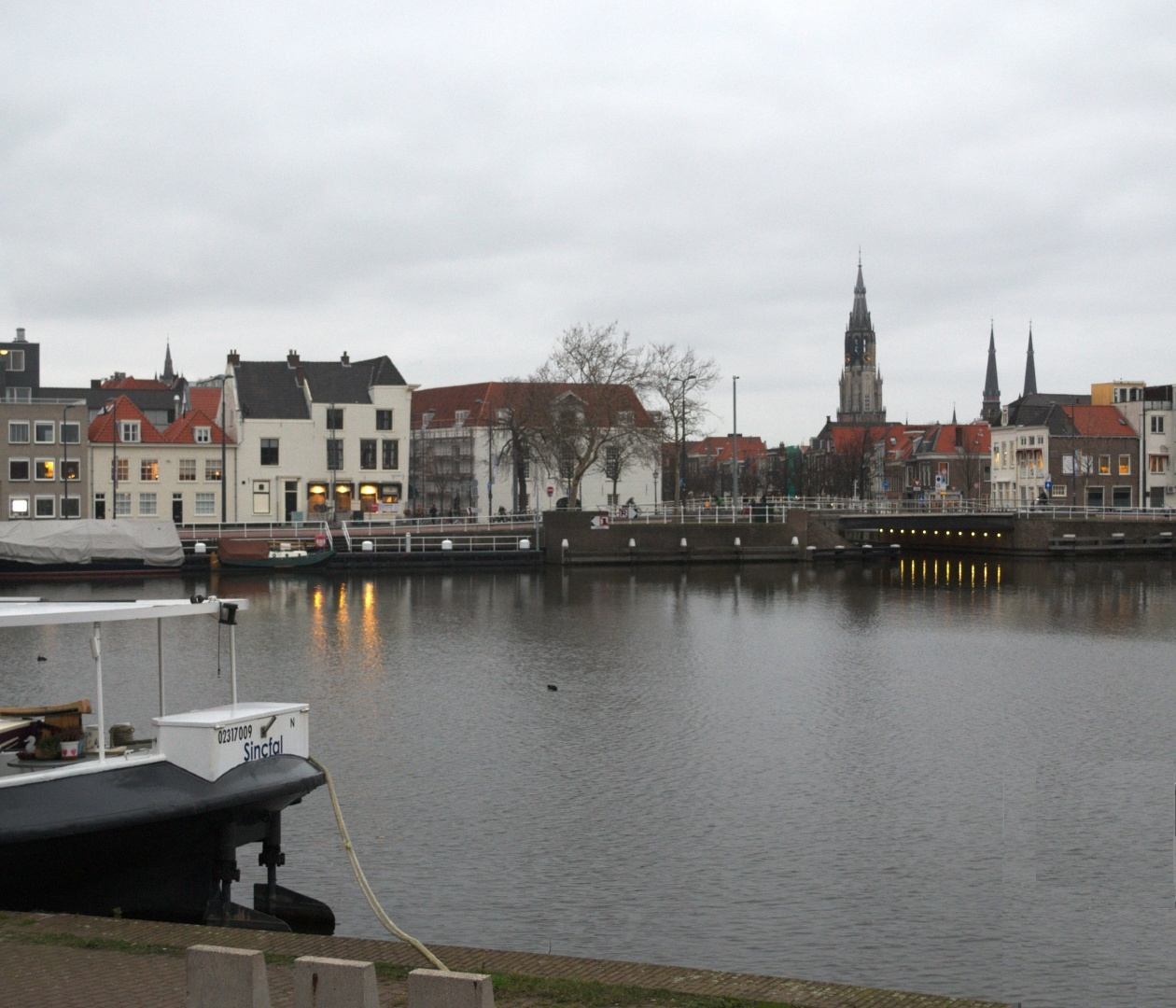
Uma fotografia tirada em 2019 aproximadamente do ponto em que Vermeer pintou a pintura

Vista de Delft ( em neerlandês:  Gezicht op Delft) é uma pintura a óleo de Johannes Vermeer, pintada por volta de 1659–1661. A pintura da cidade natal do artista holandês está entre as suas obras mais conhecidas. Foi pintada numa época em que as paisagens urbanas eram raras. É uma das três pinturas conhecidas de Delft por Vermeer. AVista de Delft de Vermeer está guardada no Gabinete Real Holandês de Pinturas no Mauritshuis em Haia desde a sua criação em 1822.

## Técnica
Uma análise técnica mostrou que Vermeer usou uma escolha limitada de pigmentos para essa pintura: calcita, chumbo branco, ocre, azul ultramarino e alizarina são os principais materiais de pintura. Sua técnica de pintura é muito elaborada e meticulosa.